# Куган Гулов
Куган Гулов (тадж. Куган Гулов; до 2012 года — Ленини) — село в Кушониёнском районе Хатлонской области Республики Таджикистан. Входит в состав джамоата (сельской общины) Сарвати Истиклол Кушониёнского района.
Находится на расстоянии 12 км от райцентра (пгт. им. Исмоила Сомони) и 6 км до центра общины (с. им. Сироджа Фаттоева).
Население — 3823 чел. (2017).